# Бюші (Приморська Сена)
Бюші́ (фр. Buchy) — муніципалітет у Франції, у регіоні Нормандія, департамент Приморська Сена. Населення — 2805 осіб (01.01.2021).
Муніципалітет розташований на відстані близько 110 км на північний захід від Парижа, 25 км на північний схід від Руана.

## Історія
До 2015 року муніципалітет перебував у складі регіону Верхня Нормандія. Від 1 січня 2016 року належить до нового об'єднаного регіону Нормандія.
1 січня 2017 року до Бюші приєднали колишні муніципалітети Боск-Роже-сюр-Бюші і Естутвіль-Екаль.

## Демографія
Динаміка населення (INSEE ):
Розподіл населення за віком та статтю (2006):
| Стать | Всього | До 15 років | 15-24 | 25-44 | 45-64 | 65-85 | Понад 85 |
| --- | ------ | ----------- | ----- | ----- | ----- | ----- | -------- |
| Чоловіки | 620    | 100         | 84    | 168   | 116   | 140   | 12       |
| Жінки | 700    | 108         | 56    | 172   | 100   | 224   | 40       |
| \| Статево-вікова піраміда \| Статево-вікова піраміда \| Статево-вікова піраміда \| \| ----------------------- \| ----------------------- \| ----------------------- \| \| Чоловіки \| Вік \| Жінки \| \| 12 \| 85 + \| 40 \| \| 28 \| 80-84 \| 52 \| \| 40 \| 75-79 \| 68 \| \| 28 \| 70-74 \| 60 \| \| 44 \| 65-69 \| 44 \| \| 20 \| 60-64 \| 32 \| \| 24 \| 55-59 \| 24 \| \| 32 \| 50-54 \| 32 \| \| 40 \| 45-49 \| 12 \| \| 40 \| 40-44 \| 48 \| \| 48 \| 35-39 \| 44 \| \| 28 \| 30-34 \| 52 \| \| 52 \| 25-29 \| 28 \| \| 32 \| 20-24 \| 24 \| \| 52 \| 15-20 \| 32 \| \| 32 \| 10-14 \| 40 \| \| 28 \| 5-9 \| 52 \| \| 40 \| 0-4 \| 16 \| |        |             |       |       |       |       |          |
| Статево-вікова піраміда |        |             |       |       |       |       |          |
| Чоловіки | Вік    | Жінки       |       |       |       |       |          |
| 12 | 85 +   | 40          |       |       |       |       |          |
| 28 | 80-84  | 52          |       |       |       |       |          |
| 40 | 75-79  | 68          |       |       |       |       |          |
| 28 | 70-74  | 60          |       |       |       |       |          |
| 44 | 65-69  | 44          |       |       |       |       |          |
| 20 | 60-64  | 32          |       |       |       |       |          |
| 24 | 55-59  | 24          |       |       |       |       |          |
| 32 | 50-54  | 32          |       |       |       |       |          |
| 40 | 45-49  | 12          |       |       |       |       |          |
| 40 | 40-44  | 48          |       |       |       |       |          |
| 48 | 35-39  | 44          |       |       |       |       |          |
| 28 | 30-34  | 52          |       |       |       |       |          |
| 52 | 25-29  | 28          |       |       |       |       |          |
| 32 | 20-24  | 24          |       |       |       |       |          |
| 52 | 15-20  | 32          |       |       |       |       |          |
| 32 | 10-14  | 40          |       |       |       |       |          |
| 28 | 5-9    | 52          |       |       |       |       |          |
| 40 | 0-4    | 16          |       |       |       |       |          |

## Економіка
2010 року серед 789 осіб працездатного віку (15—64 років) 595 були активними, 194 — неактивними (показник активності 75,4%, у 1999 році було 69,7%). З 595 активних мешканців працювало 546 осіб (282 чоловіки та 264 жінки), безробітними було 49 (21 чоловік та 28 жінок). Серед 194 неактивних 55 осіб було учнями чи студентами, 79 — пенсіонерами, 60 були неактивними з інших причин.

У 2010 році в муніципалітеті числилось 625 оподаткованих домогосподарств, у яких проживали 1322,5 особи, медіана доходів виносила 17 410 євро на одного особоспоживача